# Herbert Ponting
Herbert George Ponting, (21 de Março de 1870 – 1935) foi um fotógrafo profissional inglês. Ficou conhecido como fotógrafo e cinematógrafo da Expedição Terra Nova de Robert Falcon Scott ao Pólo Sul (1910 – 1913). 

## Fotografias da Expedição Terra Nova

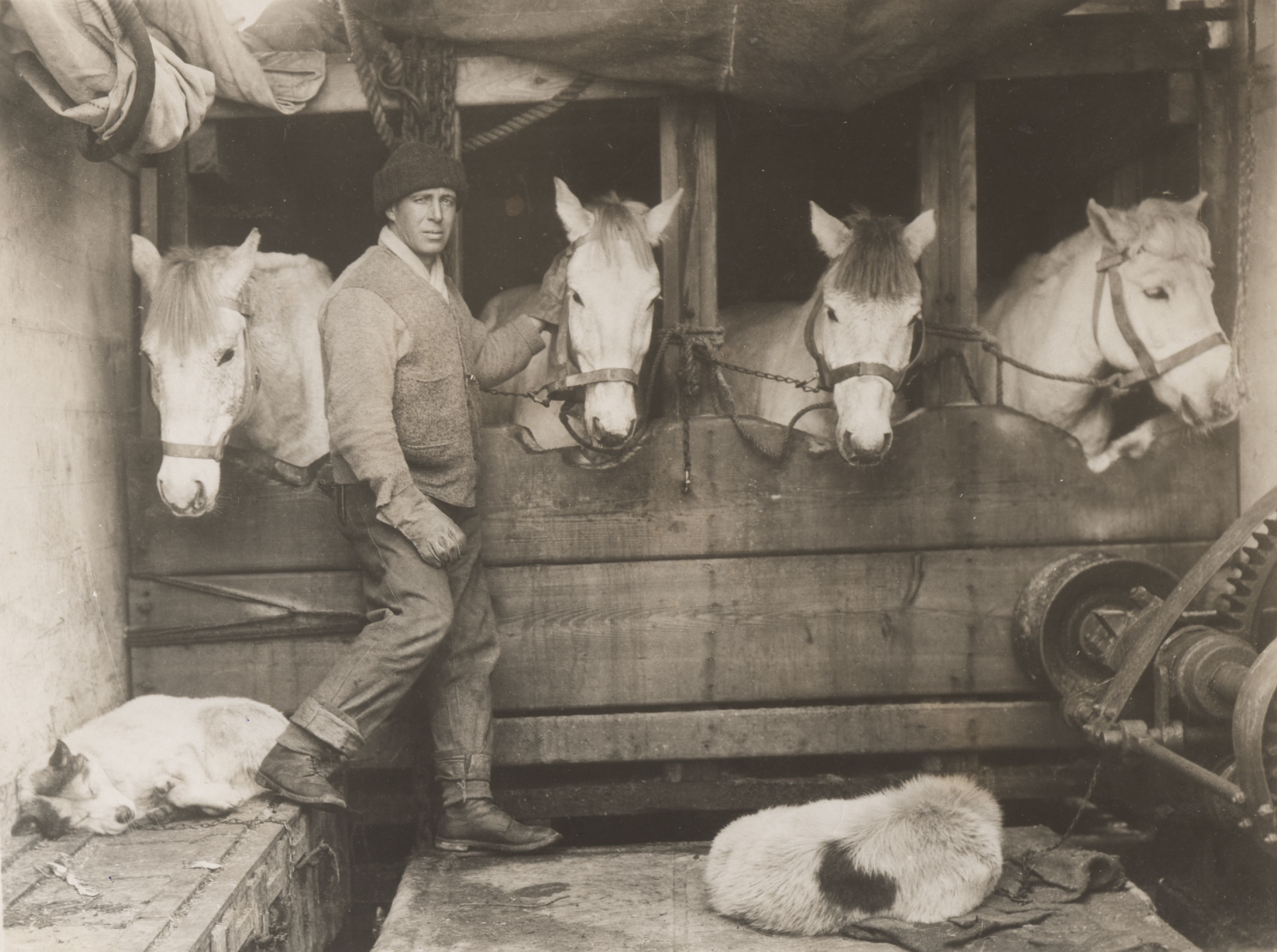
Lawrence Oates
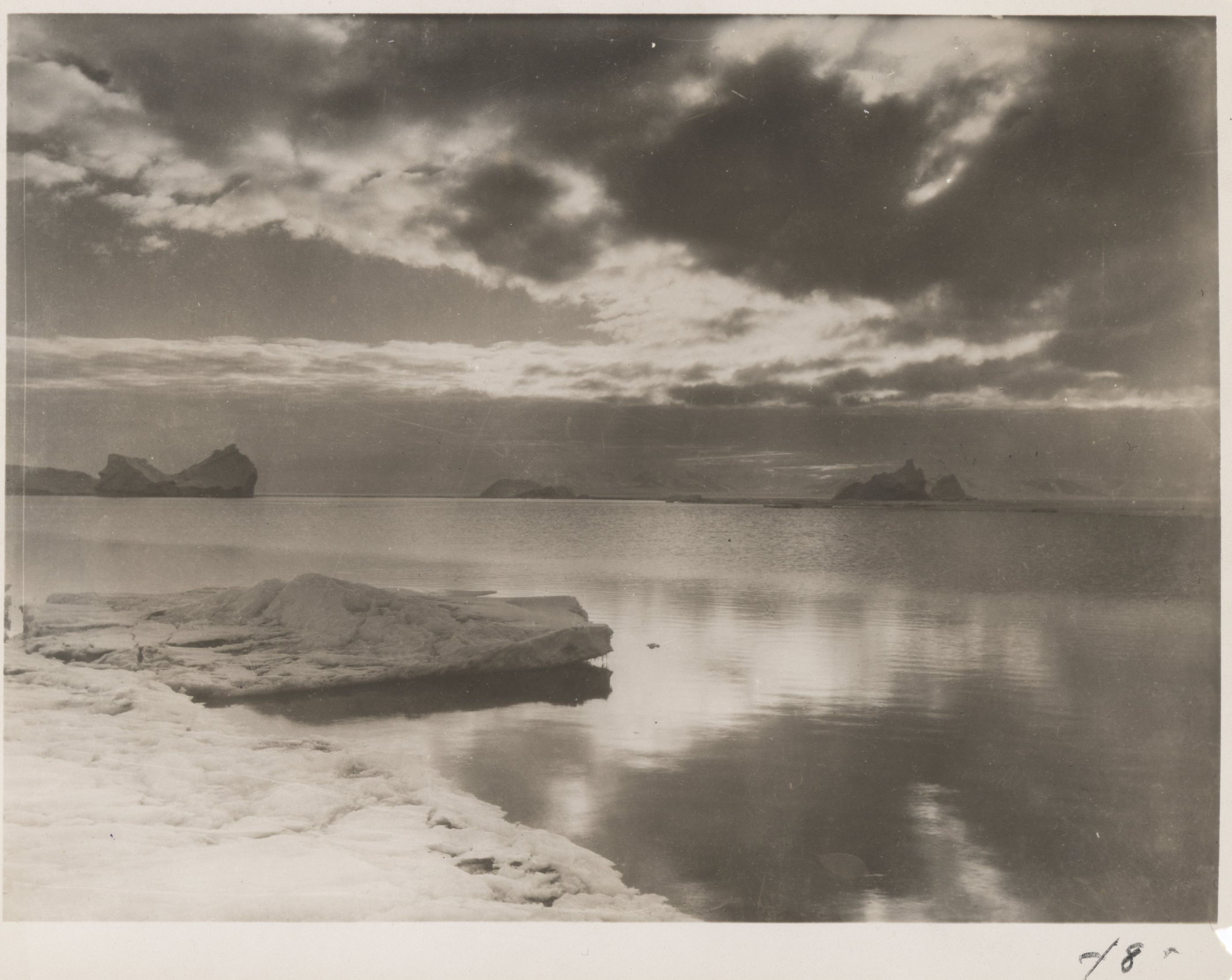
Icebergues da Antártida
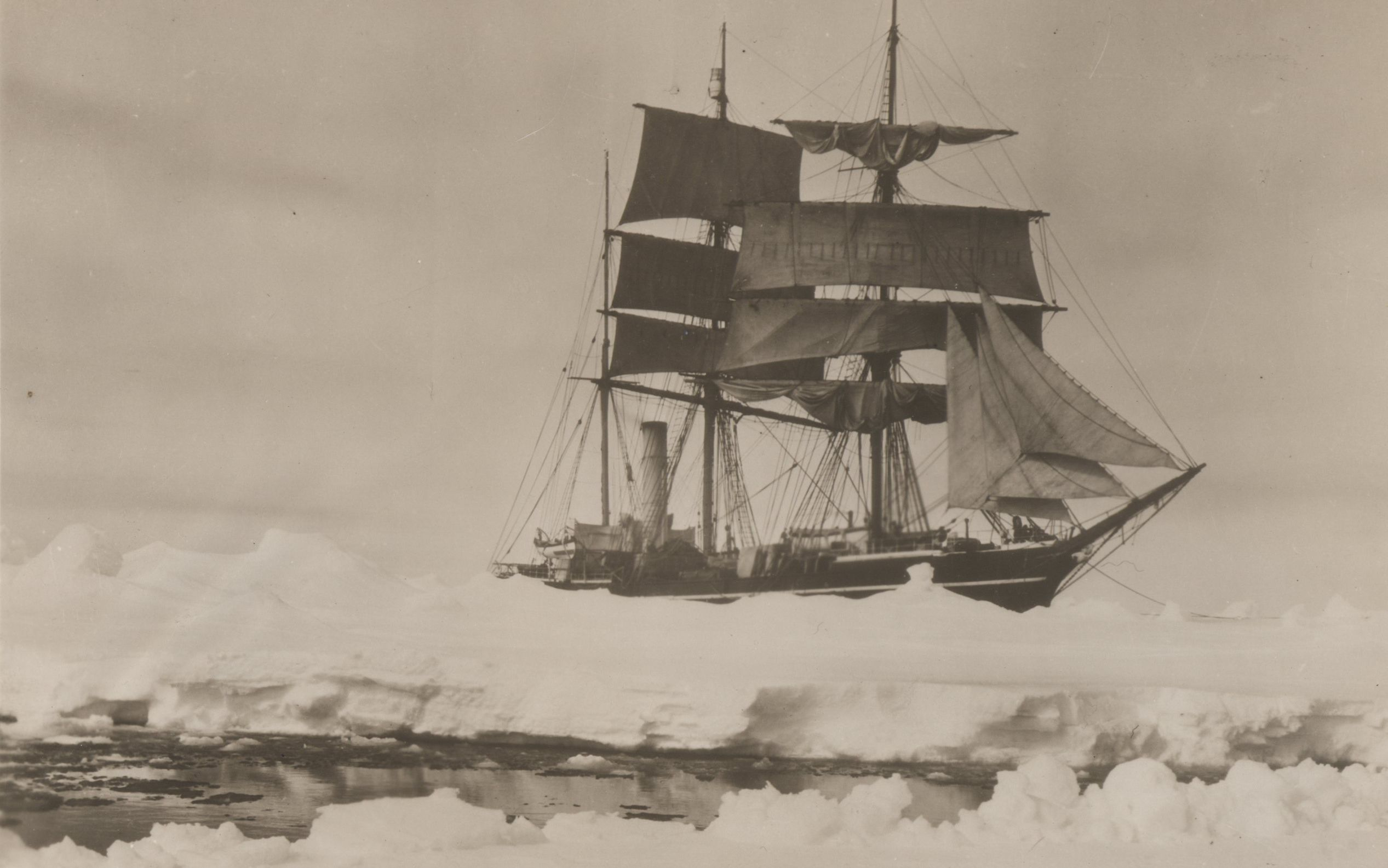
O Terra Nova
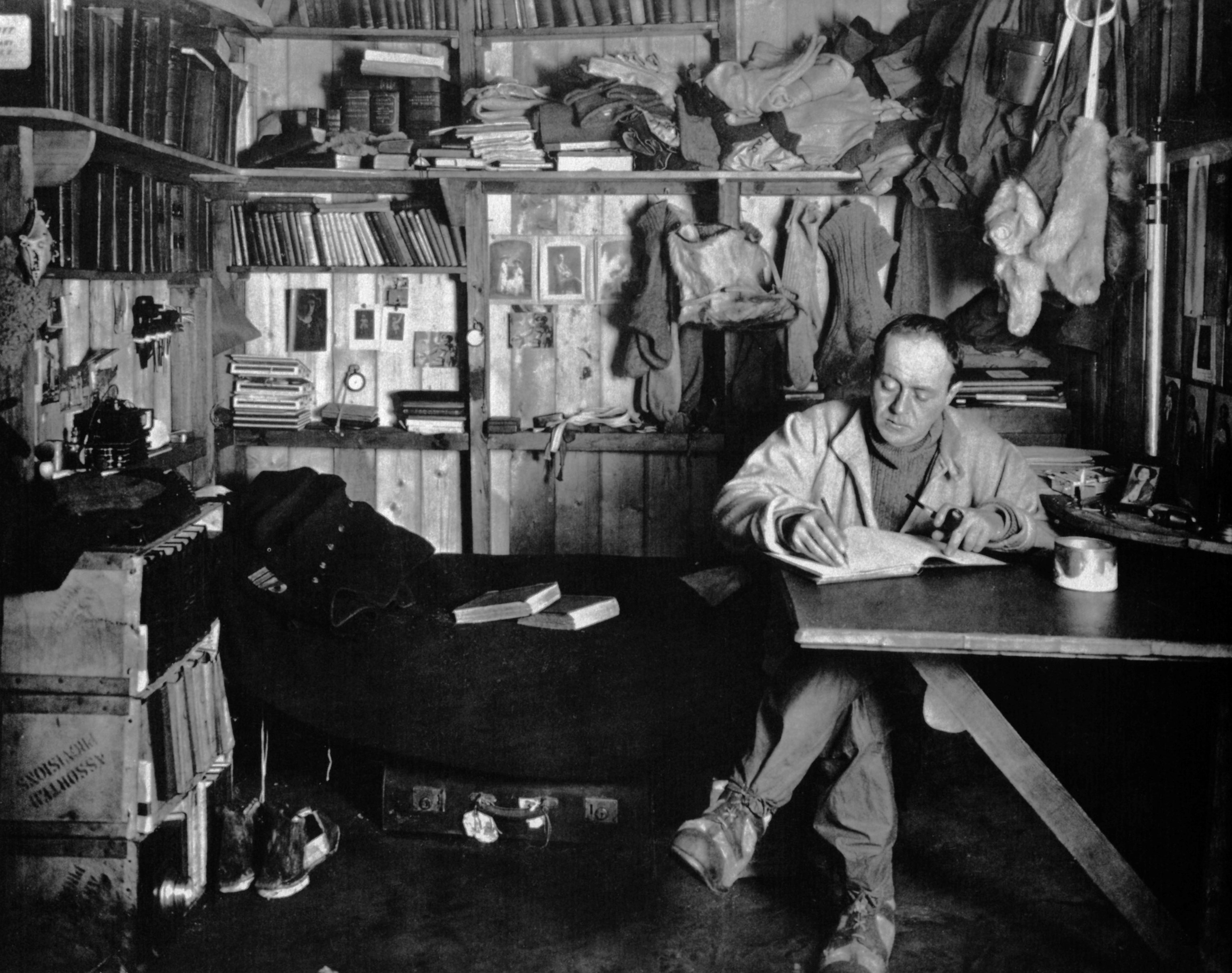
Scott na base do Cabo Evans